# Oreaster reticulatus
Oreaster reticulatus là tên của một loài sao biển thuộc họ Oreasteridae. Người ta phát hiện chúng sống ở vùng nước nông tại phía tây Đại Tây Dương và biển Caribbean. Ở Florida và vài nơi khác nữa, chính phủ không cho phép đánh bắt loài sao biển này.

## Mô tả
Nó là loài sao biển lớn nhất trong phạm vi mà nó phân bố vì đường kính của nó có thể lên đến 50 cm. Thông thường, các cá thể của loài này có năm cánh dày, rộng. Nhưng cũng có các cá thể đặc biệt vì chúng có bốn cánh, sáu cánh hay thậm chí là bảy cánh. Mặt trên cứng, có nhiều gai cùn. Các cá thể trưởng thành có các mảng màu đỏ, cam, vàng hoặc là nâu. Còn các con non có màu nâu hơi xanh và có các đốm trên người.

## Phân bố và môi trường sống
Oreaster reticulatus sinh sống ở nhiều khu vực ở phía tây Đại Tây Dương (chính giữa khu vực này), đó bao gồm: Bahamas, mũi Frio, mũi Hatteras, biển Caribbean, Florida, vịnh Mexico, Guyanas và Yucatán. Những con trưởng thành hay sống ở đáy biển có chất nền là cát và mảnh san hô vụn tại độ sâu lên đến 37 mét. Còn con non lại sống bên trong các bãi cỏ biển, tại đó chúng dùng màu sắc của mình để có thể tránh được kẻ thù. Vào mùa đông, loài sao biển này di cư ra ngoài khơi xa để tìm nơi có dòng chảy nhẹ hơn.

## Sinh vật học
Loài này là động vật ăn tạp và qua phân tích dạ dày thì các nhà nghiên cứu thấy bên trong có tảo biểu mô, các loài động vật thân lỗ, động vật không xương sống. Khi bắt được con mồi, nó sẽ đưa dạ dày ra bên ngoài và dùng nó để nuốt chửng thức ăn. Nó ưu tiên chọn những loài động vật thân lỗ mà nó có thể ăn được làm thức ăn so với các con mồi khác.
Chúng sinh sản hữu tính. Các cá thể ở vùng cận nhiệt đới chỉ sinh sản vào mùa hè, còn ở vùng nhiệt đới lại sinh sản quanh năm. Con đực và con cái tập trung vào một chỗ với mặt độ đôi khi đông đến nỗi cứ một mét vuông thì có 14 cá thể. Sau đó, chúng phóng các giao tử của mình vào trong nước. Trứng sau khi thụ tinh sẽ nở ra ấu trùng, ấu trùng là động vật phù du sẽ trôi theo dòng chảy. Qua vài giai đoạn ấu trùng, nó chìm xuống đáy biển rồi trải qua quá trình biến thái hoàn toàn để trở thành con non.

## Hình ảnh

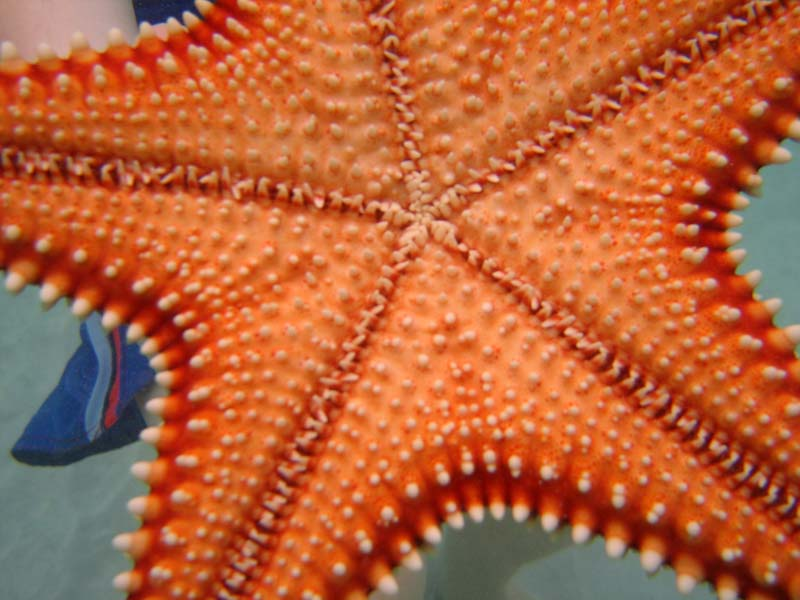
Mặt dưới của Oreaster reticulatus.
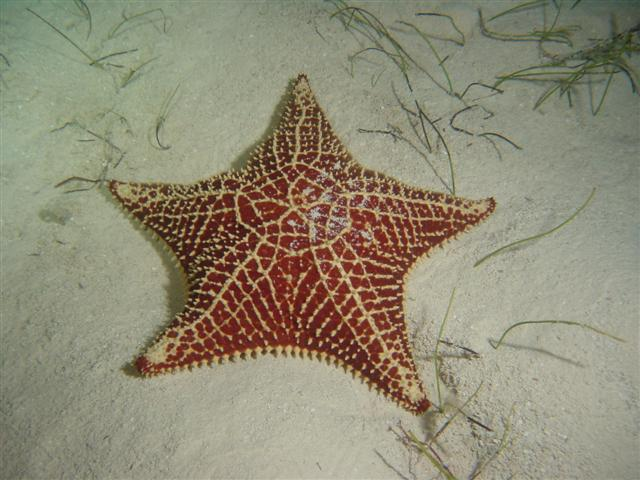
Regular Một cá thể Oreaster reticulatus.
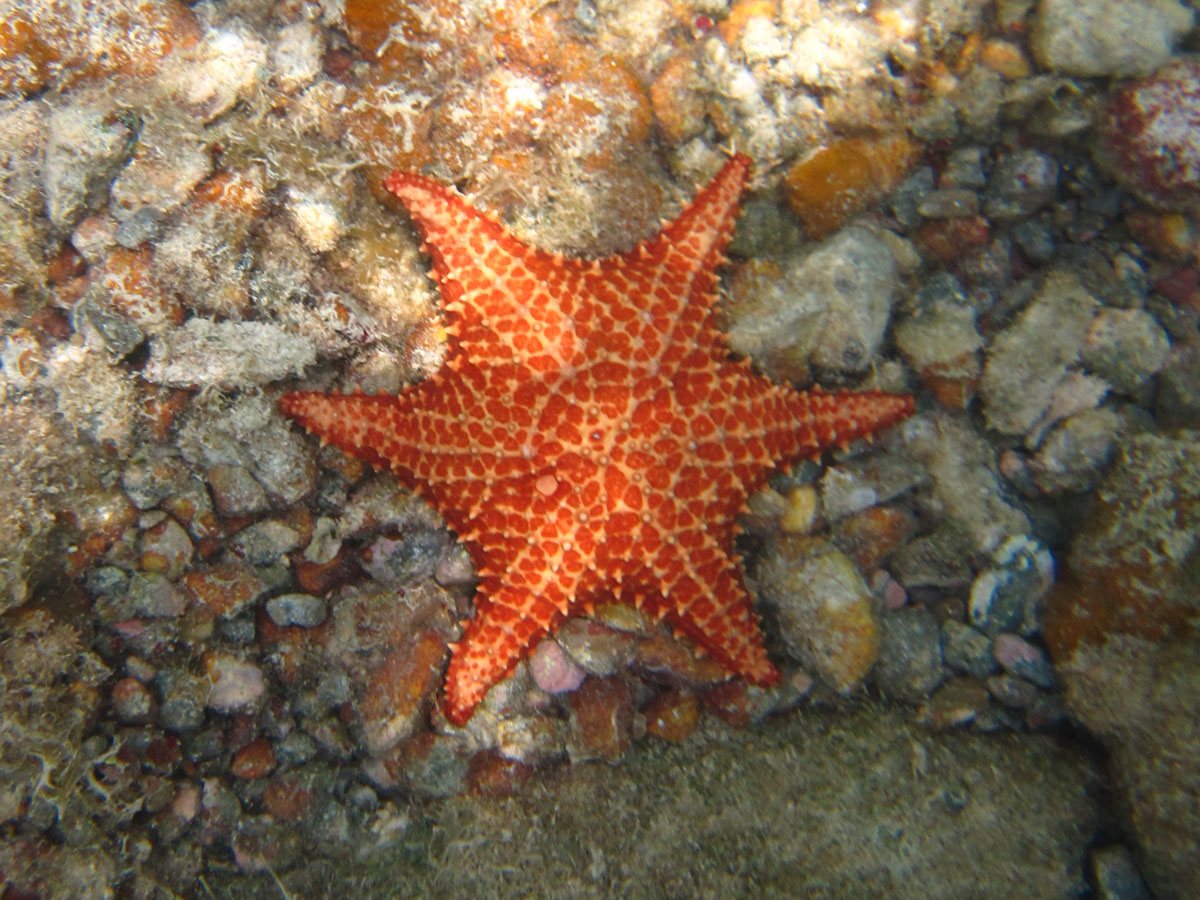
Một cá thể 6 cánh ở Mosquito Pier, Vieques, Puerto Rico
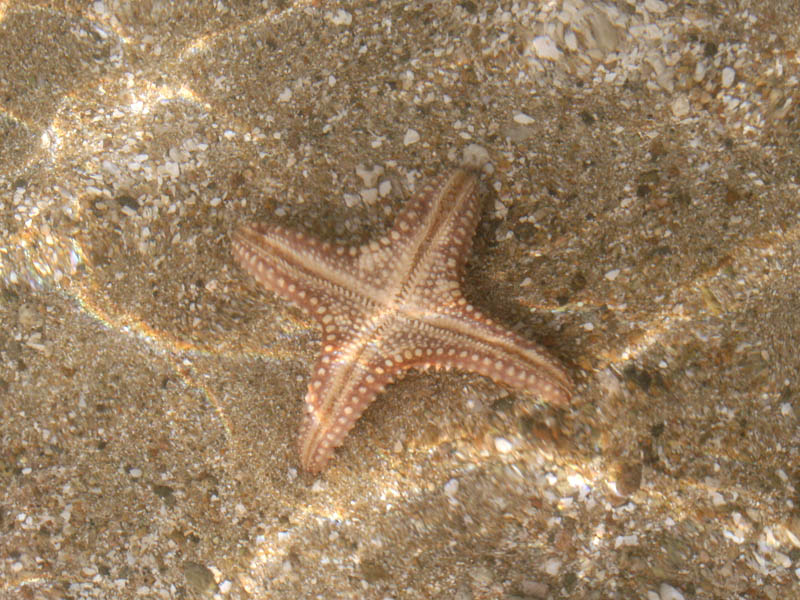
Một cá thể 4 cánh
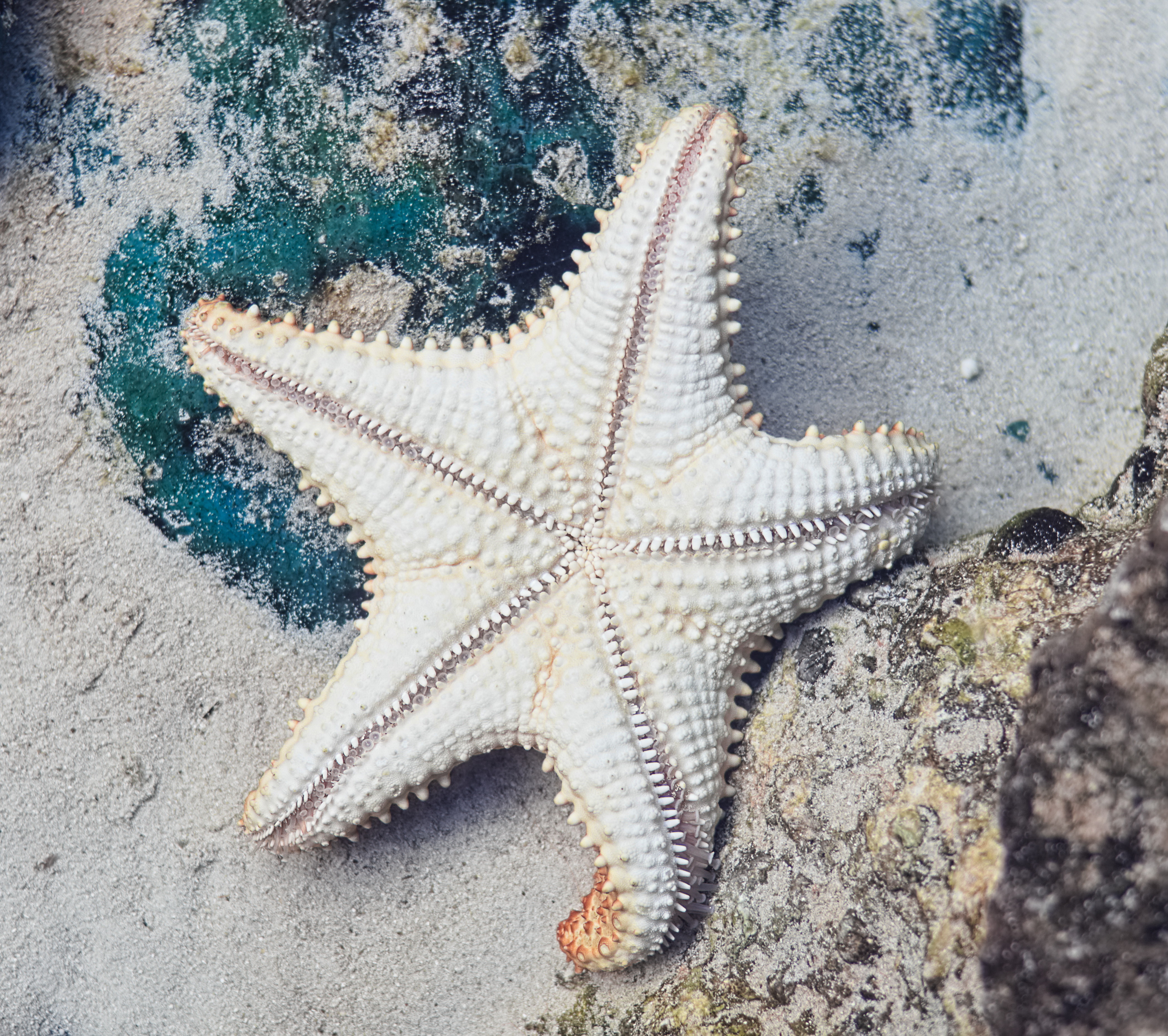